# Trapezonotus derivatus
Trapezonotus derivatus är en insektsart som beskrevs av Barber 1918. Trapezonotus derivatus ingår i släktet Trapezonotus och familjen Rhyparochromidae. Inga underarter finns listade i Catalogue of Life.